# Casa da Rua Domingos de Morais, 2463
A Casa da Rua Domingos de Morais, 2463 é um antigo palacete tombado pela Conpresp em 2015 na Rua Domingos de Morais. Atualmente abriga uma agência bancária do Itaú Personnalité. Está localizado na Vila Mariana, na cidade de São Paulo.